# Béatrice de Camondo

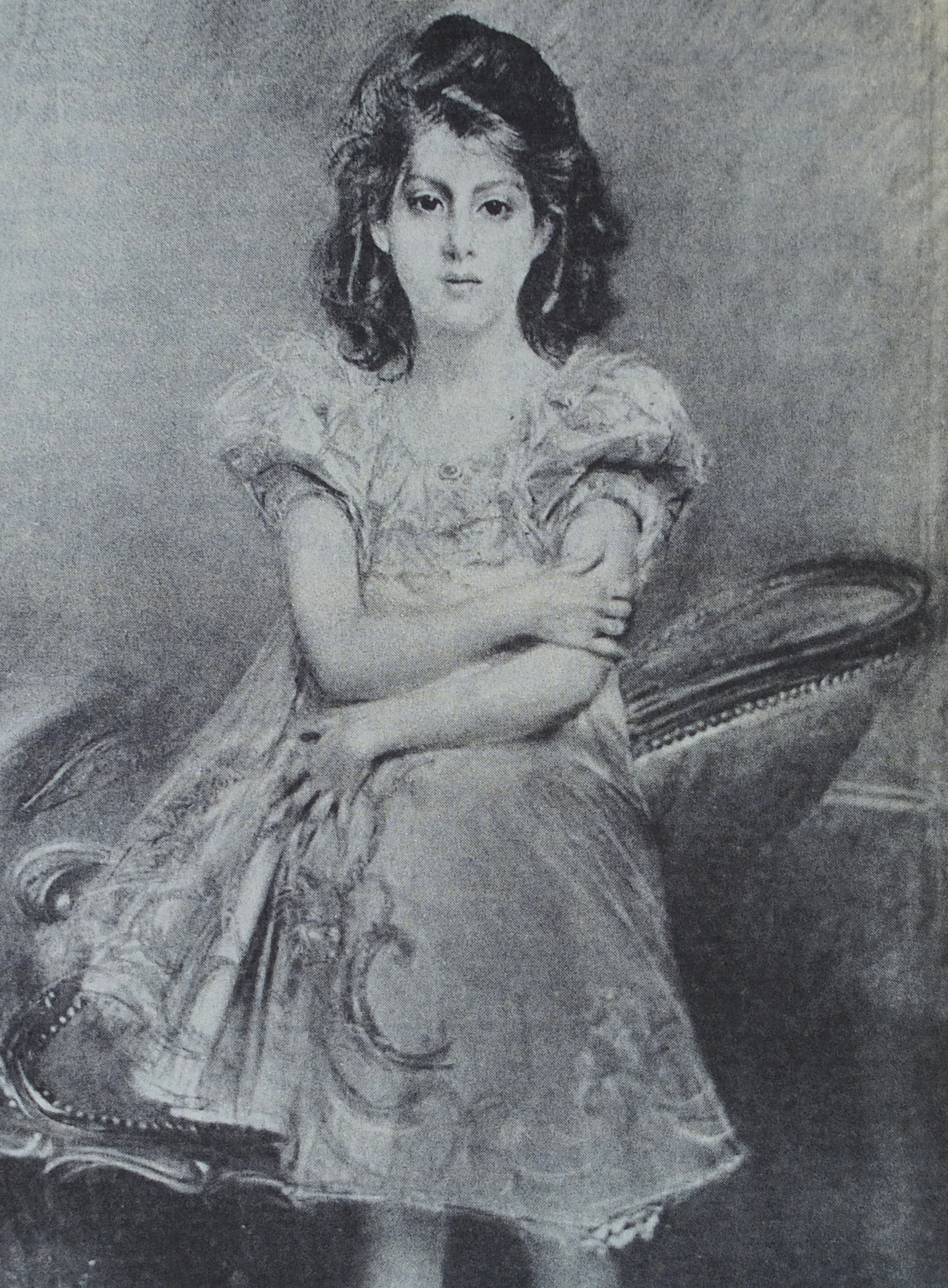
Béatrice de Camondo, Pastell auf Papier von Giovanni Boldini (Schwarzweißaufnahme), Sammlung Zervudachi, Vevey (Schweiz)

Louise Béatrice de Camondo, verheiratete Reinach (geboren 9. Juli 1894 in Paris; ermordet 4. Januar 1945 im KZ Auschwitz) aus der Familie Camondo, war eine französische Gesellschaftsdame und ein Opfer des Holocaust.

## Leben
Sie wurde als jüngeres von zwei Kindern des Comte Moïse de Camondo und seine Ehefrau Irène Cahen d'Anvers, die beide aus prominenten jüdischen Bankiersfamilien stammten (siehe auch Bischoffsheim (Familie)), in die wohlhabende Familie Camondo im 16. Arrondissement von Partis hineingeboren. Ihr älterer Bruder Nissim de Camondo diente im Ersten Weltkrieg als Pilot und wurde 1917 im Kampf getötet.
Am 10. März 1919 heiratete Béatrice de Camondo den Komponisten Léon Reinach (* 24. März 1893 in Paris), den Sohn von Théodore Reinach. Sie bekamen zwei Kinder:
- Fanny (geboren am 26. Juli 1920 in Paris)
- Bertrand (geboren am 1. Juli 1923 in Paris)

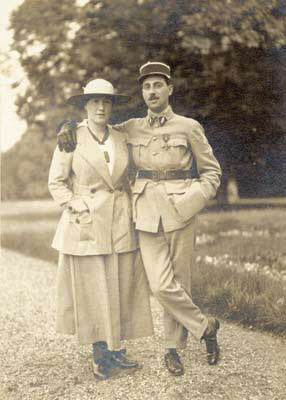
Béatrice und Nissim de Camondo, 1916

Nach dem Tod ihres Vaters im Jahr 1935 erbte Béatrice ein großes Vermögen. Ihr Vater vermachte dem Musée des Arts Décoratifs sein Pariser Haus samt Inventar und einer umfangreichen Kunstsammlung, um zu Ehren seines Sohnes das Museum Nissim de Camondo zu gründen.

## Der Weg nach Auschwitz
Nach Ausbruch des Zweiten Weltkriegs vertraute Léon „die wertvollsten Teile ihrer Sammlung den Musées Nationaux an, die sie zur Sicherheit ins Schloss Chambord transferieren. Hier werden die Schätze des Louvre aufbewahrt.“ Später versuchte er, „Teile der Kunstsammlung wiederzuerhalten, die jetzt aus Chambord abgeholt worden ist. Am 10. August 1941 schreibt er aus Neuilly-sur-Seine, Boulevard Maurice Barrès 64, an Jacques Jaujard, dem Direktor der Nationalmuseen.“ … „Jaujard interveniert, indem er den Brief an Xavier Vallat weiterschickt, der das Generalkommissariat für Judenfrage in der Vichy-Regierung leitet. Vallats Antwort ist ein an den Randgekritzeltes Non.“
„Im Dezember 1941 trennt sich die Familie, Léon fährt in die unbesetzte Zone. Béatrice, Fanny und Bertrand bleiben am Boulevard Maurice Barrès 64 in Neuilly-sur-Seine zurück.“ Das Ehepaar reicht die Scheidung ein, am 1. Juli 1942 trat Béatrice zum Katholizismus über. „Am 26. Oktober 1942 wird die Scheidung von Béatrice und Léon rechtskräftig. Léon flieht nach Pau, achtzig Kilometer vor der spanischen Grenze in den Pyrenäen gelegen.“ … „Die Kinder sind noch in Paris bei der Mutter.“ Im Musée Nissim de Camondo befindet sich ein Brief ihres Ex-Mannes, in dem er Béatrice aufforderte, Paris mit ihrem Sohn und ihrer Tochter zu verlassen. Sie jedoch missachtete seinen Rat, weil sie sich aufgrund ihrer Stellung und ihrer Beziehungen sicher fühlt. Bertrand hingegen floh zum Vater in den Süden.
Béatrice, die zum Katholizismus konvertiert war, fühlte sich nach der Besetzung durch die Nazis in Paris sicher. Von ihrem jüdischen Ehemann Léon Reinach geschieden, glaubte sie, dass ihr Reichtum und die einflussreichen Leute, mit denen sie im Parc Monceau ausritt, sie vor Repressionen schützen würden. Im Musée Nissim de Camondo befindet sich ein Brief ihres Ex-Mannes, in dem er Béatrice auffordert, Paris mit ihrem Sohn und ihrer Tochter zu verlassen. Sie jedoch missachtete seinen Rat.
„Am 5. Dezember 1942 werden Louise Carmendo, femme Reinac (sic) und ihre Tochter Fanny festgenommen, weil sie den gelben Stern nicht getragen haben. Um halb ein Uhr mittags bringt man sie in ein Kommissariat im 16. Arrondissement. Am nächsten Tag um 3 Uhr nachmittags werden sie nach Drancy weitergeschickt.“ … „Bei ihrer Ankunft erhalten Béatrice und Fanny die Nummern 413 und 415 für Kategorie C1, Juden, die in Büros, Küchen und Krankenhäusern arbeiten.“ Da alle vier Großeltern der beiden Juden sind, wird in ihren Unterlagen à ne pas libérer (nicht freizulassen) vermerkt.
„Léon und Bertrand werden am 12. Dezember im Ariège festgenommen, ein paar Kilometer vor der spanischen Grenze. Am 3. Februar 1943 kommen sie in Drancy an.“ Bertrand bekommen die Nummer 414, Léon die Nummer 1719. „Der Direktor des Institut de France schreibt an Fernand de Brinon, délégué général für die besetzten Gebiete, und ersucht um Léons Freilassung am 31. März 1943.“ Einen Monat später, am 22. April wurde das Gesuch von einem SS-Sturmbannführer abgelehnt, Teil der Begründung war, dass Brinon das Gesuch mit keinem Wort befürwortet habe.
„Im Sommer 1943 beginnt Léon mit vierzig anderen, in drei Gruppen organisierten Personen einen Tunnel zu graben.“ Der Tunnel wurde am 9. November entdeckt. Am 17. November werden Léon, Fanny und Bertrand von der Kategorie C1 in die Kategorie B (Deportation) versetzt. „Am 20. November 1943 um 11 Uhr 50 werden Léon, Fanny und Bertrand durchsucht und dann in den Transport 62 gezerrt, der von der Gare de Bobigny Richtung Auschwitz abgeht.“ … „Léon und Bertrand werden in die Lager Birkenau und Monowitz gebracht.“ … „Am 31. Dezember 1943 stirbt Fanny in Auschwitz. Sie ist zweiundzwanzig, als man sie ermordet.“
„Am 7. März 1944 morgens um 4 Uhr früh werden die Internierten in Drancy geweckt und zur Gare de Bobigny getrieben. Béatrice ist eine von 1501 Personen im Transport 69.“ Die Fahrt nach Auschwitz dauert drei Tage, in denen sie keine Nahrung, nicht einmal Wasser erhalten. „Am 22. März 1944 stirbt Bertrand in der Krankenstation des Lagers Monowitz. Er ist 20, als man ihn ermordet.“ … „Am 12. Mai 1944 wird Léon in Birkenau ermordet, zwei Wochen vor seinem fünfzigsten Geburtstag.“ … „Béatrice wird am 4. Januar 1945 in Auschwitz ermordet. Sie war fünfzig.“ Am 27. Januar wird Auschwitz von der Roten Armee befreit.

## Nach dem Krieg
Irène Cahen d'Anvers überlebte den Krieg versteckt in Paris (Wohnung in der Rue de la Tour) unter ihrem italienischen Namen und mit ihrem italienischen Pass. Als Alleinerbin ihrer Tochter Béatrice erhielt Irène das große Camondo-Vermögen, das sie in den Casinos an der Côte d’Azur verprasste. Irène hatte auch eine Tochter mit Sampieri, Claude Germaine (1903–1995), die den französischen Jagdflieger und Rennfahrer André Dubonnet heiratete; sie starb 1963 in Paris im Alter von 91 Jahren.